# 하층민

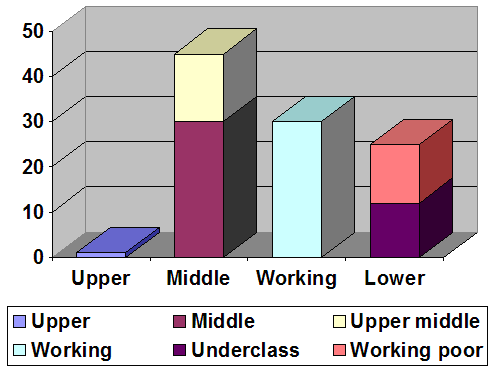
하층민이라는 용어는 데니스 길버트와 같은 사회학자들이 가장 불리한 사회경제적 인구를 설명하는 데 사용하며, 이들은 희소 자원에 대한 접근성이 가장 낮다. 길버트가 구성한 이 차트에서, 미국의 하층민은 미국 가구의 약 12%를 차지하는 것으로 추정된다(1998년).

하층민(下層民, 영어: Underclass)은 계급 계층에서 가능한 가장 낮은 위치를 차지하는 인구 집단으로, 노동계급의 주류 아래에 있다. 이 집단은 보통 나머지 사회로부터 단절된 것으로 간주된다.
계급 시스템이 노동계급 아래에 인구를 포함한다는 일반적인 개념은 사회과학에서 오랜 전통을 가지고 있다(예: 룸펜 프롤레타리아). 그러나 '하층민'이라는 특정 용어는 20세기 후반에 처음에는 미국 빈곤의 사회학자들에 의해, 그리고 그 다음에는 미국 언론인들에 의해 대중화되었다.
하층민 개념은 사회과학자들 사이에서 논란의 대상이 되어왔다. 하층민의 정의와 설명, 그리고 하층민 문제 관리 또는 해결을 위한 제안된 해결책들은 격렬하게 논의되어 왔다.

## 역사
군나르 뮈르달은 일반적으로 하층민이라는 용어의 첫 주창자로 인정받는다. 1960년대 초 미국의 경제적 불평등에 대해 글을 쓰면서, 뮈르달의 하층민은 "점점 더 전체 국가로부터 절망적으로 분리되어 그 생활, 야망, 성과에 참여하지 못하는 실업자, 취업 불가능자, 불완전 고용자의 계급"을 지칭한다. 그러나 노동계급의 핵심 아래에 있는 계급 또는 범주에 대한 이러한 일반적인 개념은 헨리 메이휴의 작업과 같이 사회과학에서 오랜 전통을 가지고 있으며, 그의 런던 노동과 런던의 빈민은 그때까지 보이지 않던 임시 노동자, 매춘부, 거리 사람들의 세계를 묘사하고자 했다.
미국의 하층민에 대한 특정 개념은 뮈르달이 용어를 도입한 후 수십 년 동안 여러 변화를 겪었다. 사회학자 허버트 간스에 따르면, 뮈르달의 하층민에 대한 구조적 개념화는 윌리엄 줄리어스 윌슨 등의 글에서 비교적 온전하게 유지되었지만, 여러 면에서 구조적 정의는 많은 언론인과 학자들에 의해 버려지고, 뮈르달의 용어를 오스카 루이스 등의 "빈곤 문화" 개념과 융합한 하층민에 대한 행동적 개념으로 대체되었다.

## 정의
하층민이라는 용어가 처음 고안된 이래로 다양한 정의가 제시되었지만, 이 모든 정의는 기본적으로 노동계급 아래에 있는 사람들의 범주를 상상하는 다른 방법들이다. 정의는 이 집단의 어떤 특정 차원이 강조되는지에 따라 달라진다. 하층민에 대한 몇 가지 인기 있는 설명은 다음과 같다.

### 경제에 대한 초점
마르크스주의 사회학자 에릭 올린 라이트는 하층민을 "특정 계급 시스템 내에서 경제적으로 억압받지만 일관되게 착취당하지 않는 사회 행위자들의 범주"로 본다. 하층민은 계급 사다리의 가장 낮은 칸을 차지한다. 라이트에 따르면, 하층민은 억압받는다. 그는 이것이 그들이 일반적으로 노동 시장에 대한 접근을 거부당하기 때문에 그들의 지위를 쉽게 벗어날 수 없을 뿐만 아니라, 상위 계급에게 경제적 착취 기회가 미미하기 때문에 "일관되게 착취당하지 않는다"고 믿는다.
그는 노동계급이 상위 계급에 의해 노동력을 정기적으로 착취당한다고 믿는 것과 달리, 라이트의 관점에서 하층민은 착취할 만한 노동력을 가지고 있지 않다. 라이트는 계급 악의에 대한 그의 매우 교조적인 견해를 주장한다:
미국 사회의 부유하고 특권층의 물질적 이익은 이 사람들이 단순히 사라진다면 더 잘 충족될 것이다... 대안은 교도소를 짓고, 하층민이 사는 도시의 구역을 봉쇄하는 것이다. 이러한 상황에서 하층민이 억압자들에게 대항할 수 있는 주된 잠재적 힘은 노동에 대한 통제를 통해 생산을 방해하는 능력이 아니라 범죄 및 기타 형태의 폭력을 통해 소비 영역을 교란하는 능력에서 나온다.

이 인용문은 부분적으로 하층민을 위한 공간과 위치에 관한 것이며, 다른 사회학적 견해는 계급 행위자들이 사회 내에서 개별적인 인센티브에 반응하는 개인으로 행동한다고 보는 것과 달리, 다른 계급들이 하층민에 대해 일치단결하여 행동한다는 좌파적 견해를 반영한다.

### 공간과 장소에 대한 초점
하층민은 일반적으로 도시 내 특정 지역을 차지한다. 따라서 하층민이라는 개념은 도시사회학, 특히 도시 빈곤에 대한 설명에서 인기가 있다. '하층민'이라는 용어와 '도시 하층민'이라는 문구는 대부분 서로 바꿔서 사용된다. 민권 운동 이후 아프리카계 미국인 게토에 관한 연구는 종종 도시 하층민에 대한 논의를 포함한다. 특히 미국에서 하층민에 관한 많은 글은 도시에 초점을 맞추고 있다.
윌리엄 줄리어스 윌슨의 책, "인종의 중요성 감소(The Declining Significance of Race)" (1978)와 "진정한 소외자(The Truly Disadvantaged)" (1987)는 흑인 도시 하층민에 대한 인기 있는 설명이다. 윌슨은 하층민을 "교육 수준이 낮고 저임금 일자리에 시달리는 사회 사다리의 맨 아래에 있는 거대한 인구"라고 정의한다. 그는 일반적으로 민권 운동 이후 미국의 러스트 벨트에 있는 게토에 갇힌 사람들에게 논의를 한정한다 (하층민에 대한 윌슨의 더 자세한 요약은 이 항목의 "잠재적 원인 및 제안된 해결책" 섹션을 참조).
엘리자 앤더슨의 "스트리트와이즈(Streetwise)"(1990)는 민족지학적 방법을 사용하여 미국 도시의 흑인 게토 "노스턴"(가명)과 인접한 젠트리피케이션이 진행되는 동네 "더 빌리지"(가명)를 연구한다. 앤더슨은 이 게토의 하층민에 대해 다음과 같이 설명한다.
노스턴의 하층민은 고용과 사회성 면에서 동포들을 따라가지 못한 사람들로 구성되어 있다. 본질적으로 그들은 경제적, 사회적 시스템의 희생자로 볼 수 있다. 그들은 실업자, 저숙련자, 저학력자로 구성되어 있으며, 일부는 고등학교 졸업장을 가지고 있다. 많은 사람들이 똑똑하지만, 인종차별과 그들이 직면한 사회적 저항의 벽에 의해 사기가 꺾여 있다. 이러한 맥락에서 그들은 관점을 잃고, 더 넓은 고용 시스템과 전반적인 사회를 헤쳐나갈 수 있는 전망과 감수성이 부족하다.

### 행동에 대한 초점
로렌스 M. 미드는 하층민을 가난하고 행동적으로 결핍된 집단으로 정의한다. 그는 하층민을 기능 장애가 있는 것으로 묘사한다. 그는 1986년 저서 "Beyond Entitlement"에서 다음 정의를 제공한다.
하층민은 도시 빈민가에서 가장 잘 보이며, 약 70%가 비백인이다. 그러나 애팔래치아와 남부를 포함하여 많은 시골과 백인도 포함한다. 도시 하층민의 대부분은 거리의 불법상인, 복지 수급 가족, 마약 중독자, 그리고 전 정신과 환자로 구성된다. 물론 '가치 있는' 또는 '노동 빈곤층'으로 불리는 잘 기능하는 사람들과 잘 기능하지 못하는 더 부유한 사람들도 있지만, 일반적으로 저소득과 심각한 행동적 어려움은 함께 간다. 하층민은 인구의 큰 부분을 차지하지는 않지만, 아마도 9백만 명 정도이며, 특히 도시에서 미국 생활의 가장 심각한 문제의 대부분을 차지한다.

하층민이라는 용어를 미국인의 의식에 가장 먼저 부각시킨 주요 언론인으로 평가받는 켄 올레타는 미국의 하층민을 비동화된 미국인으로 묘사하며, 하층민은 네 가지 뚜렷한 집단으로 세분화될 수 있다고 제안한다.
(1) 보통 장기적인 복지 수급자인 수동적인 가난한 사람들; (2) 대부분의 도시를 위협하며 종종 학교 중퇴자이자 마약 중독자인 적대적인 거리 범죄자들; (3) 거리 범죄자와 마찬가지로 가난하지 않을 수 있으며 지하 경제에서 생계를 유지하지만 폭력 범죄는 거의 저지르지 않는 사기꾼들; (4) 자주 도시 거리를 배회하거나 쓰러지는 정신적으로 충격받은 술주정뱅이, 방랑자, 노숙자 쇼핑백 여성, 그리고 퇴원한 정신과 환자들.

### 정의 사이의 논란
위에 제시된 각 정의는 동일한 일반 집단인 미국 하층민을 개념화한다고 하지만, 다소 상충되는 이미지를 제공한다. 라이트, 윌슨, 앤더슨은 각각 하층민을 노동 시장과 관련하여 위치시키는 반면, 올레타의 정의는 단순히 "비동화"이며, 그의 예시와 미드의 정의는 하층민 구성원들의 일탈 행동 참여와 반사회적 시각 채택을 강조한다. 이러한 논란은 다음 섹션("하층민의 특징")에서 더 자세히 설명된다.
미드와 올레타의 틀에서 분명히 드러나듯이, 하층민에 대한 일부 정의는 노동계급 아래의 경제 집단이라는 초기 개념과 크게 달라진다. 하층민에 대한 몇몇 글은 사회적 하층민, 빈곤 하층민, 재생산적 하층민, 교육적 하층민, 폭력적 하층민, 범죄적 하층민 등 다양한 유형의 하층민을 구분하며, 이들 집단 간에는 어느 정도의 수평적 이동이 있을 것으로 예상된다. 하층민에 대한 초기 개념에서 더욱 벗어난 것은 최근 언론 보도에서 이른바 "유전적 하층민"이라는 용어를 사용하는 것이다. 이는 중독 및 기타 전통적으로 하층민의 행동적 정의와 관련된 성격 특성에 대한 유전적 소인을 지칭한다. 그러나 범죄, 사회, 빈곤, 기타 특정 하층민 용어 간의 이러한 구분은 여전히 동일한 일반 집단, 즉 노동계급 아래의 사람들을 지칭한다. 그리고 최근 "유전적 하층민"에 대한 언론 보도에도 불구하고, 하층민 개념은 주로, 그리고 전통적으로 사회 과학 용어였다.

## 특징
하층민은 높은 수준의 실업, 혼외 출산, 범죄, 폭력, 약물 남용, 그리고 고등학교 중퇴율과 같은 식별 가능한 특성들의 집합에 의해 위치한다. 하층민은 일반 인구, 특히 다른 계급들보다 이러한 특성을 더 많이 가지고 있다.
조엘 로저스와 제임스 라이트는 학술 및 언론의 하층민 관련 기록에서 이러한 특성이 구성되는 네 가지 일반적인 주제를 식별한다: 경제적, 사회심리적, 행동적, 생태적(공간적 집중).

### 경제적 특징
경제적 차원은 하층민의 가장 기본적이고 논란이 적은 주제이다. 하층민은 압도적으로 가난하다. 하층민은 높은 수준의 실업을 경험하며, 공식 경제에서 그들이 가지고 있는 소수의 고용은 불안정한 노동으로 가장 잘 묘사된다. 그러나 단순히 가난하다는 것이 하층민의 일부라는 것과 동의어는 아니라는 점을 주목하는 것이 중요하다. 하층민은 지속적으로 가난하며, 대부분의 정의에 따르면 하층민은 빈곤 집중 지역에 거주한다. 리케츠와 사우힐과 같은 일부 학자들은 가난하다는 것이 하층민 구성의 필수 조건이 아니므로, "하층민 지역"에 거주하며 폭력적이고 범죄적이며 반사회적(예: 갱단 두목)인 다른 하층민의 특성을 지닌 비빈곤 하층민 구성원도 존재한다고 주장한다.

### 사회심리적 특징
많은 저자들은 종종 하층민의 사회심리적 측면을 강조한다. 하층민은 종종 사회 전체가 가지고 있는 것과 일치하지 않는 믿음, 태도, 의견, 욕구를 가지고 있는 것으로 묘사된다. 하층민은 자주 주류 사회로부터 "단절된" 느낌을 받는 "낙담한" 집단으로 묘사된다. 심리적으로 일탈적인 하층민에 대한 이러한 논의와 연관되어, 하층민은 또한 낮은 수준의 인지와 문해력을 가지고 있다고 한다. 따라서 하층민은 종종 나머지 사회와 정신적으로 단절된 것으로 간주된다. 다음을 고려해 보라.
하층민은 더 큰 사회의 많은 규범과 가치를 거부한다. 하층민 청소년들 사이에서는 성취 동기가 낮고, 교육은 과소평가되며, 전통적인 성공과 사회 이동 수단은 경멸된다. 사회와 그 제도에 대한 광범위한 소외감, 소외, 사회적 고립, 그리고 절망감이 만연해 있으며, 합법적인 수단을 통해서는 더 나은 삶을 얻을 수 없다는 인식이 있다.

### 행동적 특성
하층민은 다르게 생각할 뿐만 아니라 다르게 행동한다고도 종종 이야기된다. 일부는 하층민 개념이 빈곤, 실업, 범죄, 복지 의존, 아버지 없는 가족, 낮은 교육 수준 또는 직업 관련 기술 등 여러 사회 문제의 동시 발생을 포착하기 위한 것이라고 믿는다. 이러한 행동적 특성은 하층민이 주류 사회로부터 심리적으로 단절되어 있다는 주장과 결합되어, 하층민이 빈곤 문화의 하위문화에 살고 있다는 증거로 때때로 강조된다. 이러한 관점에서, 하층민 구성원들은 독특한 사고, 인식, 행동 양식, 즉 "생활 방식"을 가지고 있으며, 이는 세대를 거쳐 전승된다. 그러나 "빈곤 문화"의 개념화가 전반적으로 논의되는 것처럼, 하층민을 그러한 문화의 구성원으로 틀 지으려는 시도 또한 논의의 대상이다.

### 생태학적(공간적) 특성
하층민 문헌에서 네 번째 주제인 생태학적 차원은 종종 하층민에 대한 설명이자 원인으로 사용된다. 하층민은 특정 지역에 집중되어 있다. "농촌 하층민"에 대한 글도 있지만, 일반적으로 하층민은 도시 현상으로 틀 지어지며, "게토 빈곤"과 "도심 빈곤"이라는 구절은 종종 하층민 용어와 동의어로 사용된다. 그러나 많은 학자들은 빈곤 집중을 하층민과 동일시하지 않도록 주의한다. 빈곤 집중 지역에 사는 것은 하층민의 일반적인 (그리고 종종 필수적인) 조건으로 간주되지만, 많은 하층민 개념이 고빈곤 지역에서 반드시 지속되지 않을 수 있는 행동적, 심리적 일탈을 강조하기 때문에 일반적으로 충분한 조건으로 간주되지는 않는다. 윌슨의 하층민에 대한 글 (그가 결국 "게토 빈곤"으로 대체하는 용어; "하층민 개념에 대한 비판" 섹션 참조)에서, 하층민은 주류 사회의 개인과 기관으로부터 물리적, 사회적으로 고립된 인구로 묘사되며, 이러한 고립은 빈곤 집중의 원인 중 하나이자 하층민의 "사회적 혼란"(예: 범죄, 학교 중퇴, 혼외 임신 등)이 나타나는 이유 중 하나이다.
따라서 하층민은 여러 특성으로 정의되고 식별된다. 구성원은 지속적으로 가난하고 높은 수준의 실업을 경험한다. 그러나 이러한 경향은 일반적으로 하층민의 충분한 식별자로 간주되지 않는다. 왜냐하면, 많은 이들에게 하층민 개념은 심리적, 행동적 일탈의 차원도 포착하기 때문이다. 게다가, 하층민은 일반적으로 도시 현상으로 식별되며, 그 구성원은 일반적으로 빈곤 집중 지역에 거주한다.

## 잠재적 원인 및 제안된 해결책
하층민을 정의하고 식별하는 문제와 마찬가지로, "하층민 문제"의 잠재적 원인과 제안된 해결책을 개괄하는 것 또한 논쟁의 대상이었다. 하층민에 대한 진단과 처방에 관한 논쟁은 일반적으로 선진국 빈곤에 대한 논쟁을 반영한다. 그러나 하층민이라는 특정 개념에 관한 많은 글에서 몇 가지 특정 원인과 해결책이 제시되었다.
윌리엄 줄리어스 윌슨, 더글러스 매시와 낸시 덴턴, 로렌스 M. 미드, 그리고 켄 올레타에 의해 개발된 제안들을 포함하여 몇 가지 제안들이 아래에 개괄되어 있다. 이들 저자들의 작업이 하층민에 대한 제안된 원인이나 해결책의 исчерпывающие 목록을 구성하는 것은 아니지만, 사회 과학자들 사이에서 가장 많이 읽히는 제안들임은 틀림없다. 특히 윌슨과 미드가 강조한 대조적인 원인과 해결책은 논쟁의 인기 있는 지점이었다. 그러나 처방은 진단에 달려 있기 때문에, 윌슨과 미드 사이의 많은 논쟁은 하층민의 원인과 조건에 관한 것이었다. 윌슨은 게토 주민들을 위한 사회적 고립과 양질의 일자리 소멸(예: 탈산업화 및 역외 노동 아웃소싱을 통해)을 강조하는 반면, 미드는 지나치게 관대하고 허용적인 복지국가를 강조한다. 매시와 덴턴은 하층민의 생성을 인종별 주거 분리와 연결시키고 분리 철폐를 장려하는 정책을 옹호한다. 올레타는 두 가지 극단적인 입장(도매 옵션과 자유방임주의 옵션)과 중간 입장을(소매 옵션) 강조함으로써 다른 정책 틀 논의를 제공하지만, 이는 하층민 문제를 해결하거나 해결하려는 시도에 투입되어야 할 공공 자원의 양에 대한 논의이지 특정 전략에 대한 논의는 아니다. 올레타는 마땅히 받아야 할 하층민 구성원에게 지원을 제공하고 마땅히 받지 못할 구성원에게는 지원을 보류하는 소매 옵션을 지지하는 것으로 보인다.

### 윌슨의 진단과 처방
윌슨에게 하층민의 원인은 구조적이다. "진정한 소외자"에서 윌슨은 20세기 후반에 도시 하층민 증가로 이어진 요인들의 집합체를 강조한다. 나열된 요인에는 상품 생산 경제에서 서비스 생산 경제로의 전환(탈산업화 포함)과 산업 부문뿐만 아니라 나머지 서비스 부문의 상당 부분에서의 노동력 아웃소싱이 포함되지만 이에 국한되지 않는다. 이러한 요인들은 중간 및 상류층이 도심을 떠나는 것(처음에는 잘 알려진 "백인 비행"과 나중에는 덜 연구된 흑인 중산층의 이탈)으로 인해 악화되며, 이는 저소득층이 거주하는 곳(도심 지역)과 저숙련 서비스 부문 일자리가 있는 곳(교외) 사이에 "공간적 불일치"를 야기한다. 그 결과 민권 시대 이후의 도심은 주류 기관으로부터 고립된 거주자들을 가진 "게토"로 변모한다.
윌슨은 주로 보편적이지만, 그럼에도 불구하고 게토 하층민 및 기타 소외 계층의 삶의 기회를 개선하기 위한 표적화된 노력을 포함하는 포괄적인 사회 경제 프로그램을 제안한다. 윌슨은 이 보편적 프로그램이 포함할 내용의 여러 예시를 나열한다. 예를 들어, 사회의 모든 구성원이 이용할 수 있는 교육, 재교육 및 전환 고용 혜택에 대한 공공 자금 지원 등이 있다. 집중과 고립의 진단과 관련하여, 윌슨은 하층민의 고용 전망을 높여 사회 이동을 촉진하는 프로그램이 지리적 이동으로 이어질 것이라고 제안한다. 윌슨은 그의 제안된 프로그램이 정책 입안자들을 위한 "숨겨진 의제"를 가지고 있다고 설명한다. 이는 "모든 인종과 계급 배경의 더 유리한 집단이 긍정적으로 관련될 수 있는 프로그램들을 강조함으로써 게토 하층민과 같은 진정으로 소외된 집단들의 삶의 기회를 개선하는 것"이다. 보편적 프로그램은 미국 정치 풍토에서 표적 프로그램보다 더 쉽게 받아들여지지만, 하층민은 보편적 프로그램으로부터 가장 큰 혜택을 받을 가능성이 높다. 윌슨은 일부 소득 보전 프로그램이 여전히 필요하지만, 이를 보편적 프로그램 노력의 보조적인 것으로 간주할 것을 권장한다. 다음 인용문은 그의 정책 제안을 요약한다.
[게토 하층민의 문제는 고용 정책과 사회 복지 정책을 결합하고, 인종 또는 특정 집단에 대한 전략이 아닌 보편적 전략을 특징으로 하는 포괄적인 프로그램을 통해 가장 의미 있게 다루어질 수 있다.] 한편으로 이 프로그램은 긴축된 노동 시장과 경제 성장을 창출하기 위한 거시 경제 정책, 인플레이션 없는 성장을 촉진할 뿐만 아니라 국내 및 국제 시장에서 미국 상품의 경쟁력을 높이기 위한 재정 및 통화 정책, 그리고 변화하는 경제 기회에 노동력을 더욱 적합하게 만들기 위한 국가 노동 시장 전략을 강조한다. 다른 한편으로 이 프로그램은 양육비 보증 프로그램, 가족 수당 프로그램, 그리고 보육 전략을 강조한다.

### 매시와 덴턴의 진단과 처방
1993년 저서 "아메리칸 아파르트헤이트(American Apartheid)"에서 사회학자 더글러스 매시와 낸시 덴턴은 윌슨이 제안한 원인과 해결책의 대부분에 동의하지만, 설명 요인으로 인종별 주거 분리(제도화된 차별과 개인 수준의 차별의 결과)를 도입한다. 매시와 덴턴은 인종별 주거 분리가 주로 부동산 및 은행업계의 제도화된 인종차별의 결과이며, 개인 수준의 편견과 차별에 의해 크게 동기 부여되었다고 주장한다. 그들은 다음과 같이 요약한다.
따라서 우리는 경제의 구조적 변화가 1970년대 도시 하층민을 창출하는 데 결정적인 역할을 했다는 윌리엄 줄리어스 윌슨의 견해를 공유하지만, 그것이 불균형적으로 흑인 하층민이 된 것은 인종 분리 때문이라고 주장한다. 제조업의 쇠퇴와 양극화된 서비스 경제의 부상은 많은 인종 및 민족 집단에 해를 끼쳤지만, 흑인 미국인만이 고도로 분리되어 있었기 때문에, 그들 사이에서만 결과적인 소득 손실이 공간적으로 인접하고 인종적으로 동질적인 소수의 동네에 국한되었다.

도시 하층민의 형성 및 유지에 있어서 분리의 중요한 역할에 비추어 볼 때, 매시와 덴턴은 분리 철폐를 촉진하는 정책을 요구한다. 그들은 그들의 책 말미에 상세한 정책 제안 목록을 제시한다. 그들은 분리 철폐를 목표로 하는 정책이 주택의 압도적 다수가 할당되는 사설 주택 시장을 겨냥해야 한다고 주장한다. 이를 위해 저자들은 연방 정부가 공정 주택법을 유지하는 데 더 많은 자원을 투입하고, 위반자에 대한 신속한 사법 조치(법률의 억제 효과를 강화하기 위해)를 포함할 것을 요구한다.

### 미드의 진단과 처방
미드는 하층민 문제의 핵심 원인(또는 적어도 하층민 문제의 영속화)이 복지라고 주장한다. 미드는 대부분의 복지 프로그램이 복지 의존, 혼외 출산, 실업, 범죄를 포함한 사회적 기능 장애를 조장한다고 주장한다. 미드에게 복지는 너무 관대하며, 하층민 구성원들이 행동과 생활 방식을 바꿀 것을 요구하지 않고 혜택을 제공한다.
미드의 진단, 즉 관대한 복지가 하층민 문제의 주요 원인이라는 진단은 혜택과 요구 사항을 결합한 더욱 권위적인 복지 프로그램에 대한 처방으로 이어진다. 이 제안은 종종 "워크페어"라고 불리며, 이는 복지 수급자가 지원을 받기 위해 일하도록 요구한다. 미드에게 이러한 프로그램 설계는 관대함이 권위로 대체되므로 행동 변화를 유발할 것이다. 미드는 관대한 복지를 권위적인 복지로 대체하라는 그의 주장을 요약한다.
최하층에게 새로운 혜택과 기회를 확대하는 진보적 전통은 사회 최하층의 행동적 어려움을 그 자체로 다루는 것을 거의 불가능하게 만들었다. 왜냐하면 그렇게 하려면 권위, 즉 사람들에게 요구하는 것이 정책의 도구가 되어야지, 정책의 대상이 되어서는 안 되기 때문이다.

### 올레타의 세 가지 해결책 유형
켄 올레타는 그의 책, "하층민(The Underclass)"(1982)을 마무리하며 세 가지 해결책 유형을 강조한다: "도매 옵션", "자유방임주의 옵션", 그리고 "소매 옵션".
"도매 옵션"에는 정부 조치로 하층민 문제를 해결할 수 있다고 낙관하는 보수주의자와 자유주의자가 모두 포함된다. 올레타에 따르면, 좌파 도매론자들은 공공 지원 증가를 요구하는 반면, 우파 도매론자들은 정부가 세금을 줄여 일자리를 늘릴 것을 요구하고(낙수 경제 이론에서 영감을 얻음) 하층민 범죄와 복지 의존에 대해 "강경하게 대처"할 것을 정부에 요구한다.
"자유방임주의 옵션"은 비관적이며, 그 지지자들은 해결 불가능하다고 보는 문제에 대한 제안된 해결책에 대해 극도로 경계한다. 이 관점의 지지자들은 하층민에 대한 공공 지원의 급격한 철회를 요구하며, 상상 속의 치료법을 찾는 대신 "환자를 격리"하는 데 관심을 둔다. 다시 말해, 자유방임주의 옵션은 하층민이 일반적으로 희망이 없다고 가정하므로, 그들에게 주어져야 할 공공 노력은 최소한이어야 한다.
"소매 옵션"은 낙관론과 비관론의 중간에 있는, 올레타가 "회의론자"라고 부르는 사람들을 포함한다. 소매 옵션은 정부 개입의 한계를 인정하면서도, 하층민의 특정 문제를 해결하려는 노력에 사회 정책이 긍정적인 영향을 미칠 수 있음을 인식하며 목표화된 노력을 지지한다. 이러한 중간 지점의 관점은 도움이 필요한 하층민 구성원에게 지원을 제공하고, 도움이 필요하지 않다고 판단되는 구성원에게는 지원을 보류할 것을 요구한다. 그러나 소매 옵션의 지지자들은 어떤 하층민 구성원이 도움이 필요하고 어떤 구성원이 그렇지 않은지에 대해 종종 의견이 일치하지 않는다. 올레타는 자신의 책을 이전 페이지에서 인터뷰한 일부 사람들에 대한 성찰로 마무리하면서 이러한 접근 방식을 받아들이는 것으로 보인다. 그는 "볼든 형제와 같은 폭력 범죄자나 헨리 리베라와 같은 거리 사기꾼을 포기하는 데는 어려움이 없습니다. 그러나 정부의 도움이 펄 도슨과 윌리엄 메이슨이 성공할 수 있도록 했다는 것을 알면서도 당신은 그들을 포기할 용의가 있습니까?"라고 말한다.

## 저널리즘
사회과학자들은 종종 언론을 대중에게 하층민을 개념화하는 주요 기관으로 지적한다. 많은 이들은 20세기 마지막 4분기에 미국 언론인들이 사용한 하층민 용어가 구조적 정의(즉, 사회/경제/정치 구조의 조건과 관련하여 하층민을 정의하는 것)가 아닌 행동적, 문화적 정의에 편향되어 있었다고 제안한다.
언론인들의 하층민 용어 사용은 방대하지만, 몇몇 인기 있는 자료는 학술 문헌에서 하층민과 언론에 대해 자주 인용된다. 켄 올레타는 1981년 더 뉴요커에 실린 세 편의 기사와 1년 후 책 형태로 하층민 용어를 사용했다. 올레타는 하층민에 대해 가장 많이 읽힌 언론인이라고 할 수 있으며, 그의 하층민 정의를 포함한 많은 아이디어가 이 위키백과 항목에 포함되어 있다.
또 다른 주목할 만한 언론인은 니콜라스 레만으로, 그는 1980년대 후반부터 1990년대 초반까지 애틀랜틱 먼슬리에 하층민에 대한 여러 기사를 발표했다. 그의 1986년 저서 "하층민의 기원(The Origins of the Underclass)"은 하층민이 두 가지 이주, 즉 20세기 초중반 남부 흑인의 북부 및 서부 대이주와 1970년대부터 90년대 초반까지 중산층 흑인의 게토 탈출로 인해 생성되었다고 주장한다. 1991년 레만은 "다른 하층민(The Other Underclass)"이라는 기사를 발표했는데, 이는 푸에르토리코인들, 특히 사우스 브롱스에 거주하는 푸에르토리코인들을 미국의 도시 하층민 구성원으로 상세히 다룬다.

## 개념에 대한 비판
학술 및 언론 글에서 하층민 개념이 대중화된 후, 일부 학자들은 하층민 용어를 노골적으로 비판하기 시작했다. 하층민 개념에 반대하는 사람들은 일반적으로 "하층민"이라는 용어가 한편으로는 이질적인 집단을 단순화하는 동질화 용어이며, 다른 한편으로는 도시 빈민을 비하하고 악마화한다고 주장한다.

### 비하적이고 악마화하는 언어
하층민 개념을 거부하는 많은 사람들은 하층민이라는 용어가 빈곤한 도심 흑인을 지칭하는 암호로 변질되었다고 주장한다. 예를 들어, 힐러리 실버는 전 KKK의 대마법사였던 데이비드 듀크가 루이지애나 주지사 선거 운동을 하면서 "복지 하층민"에 대해 불평했던 순간을 강조한다. 하층민 개념은 정치화되었는데, 좌파는 실업과 불충분한 복지 제공이 하층민 조건의 원인이라고 주장하는 반면, 우파는 하층민이라는 용어를 복지 의존과 도덕적 타락을 지칭하는 데 사용한다. 많은 사회학자들은 후자의 수사학, 즉 우파적 관점이 20세기 후반 하층민에 대한 주류 설명에서 지배적이 되었다고 제안한다.
허버트 간스는 하층민 개념에 대한 가장 강력한 비판가 중 한 명이다. 간스는 미국의 언론인들이 "빈곤 문화"에 대한 학술적 글에서 부분적으로 영감을 받아, 하층민을 구조적 용어(즉, 사회/경제/정치 구조의 조건과 관련하여 하층민을 정의하는 것)에서 행동적 용어(즉, 합리적 선택 및 빈곤 하위문화와 관련하여 하층민을 정의하는 것)로 재구성했다고 제안한다. 간스는 "하층민"이라는 단어가 범죄적이고 일탈적이거나 "단지 중산층이 아닌 방식"으로 행동하는 빈곤한 흑인과 동의어가 되었다고 제안한다.
로익 와캉은 하층민이 도시 흑인을 행동적, 문화적으로 일탈적인 것으로 틀 지우는 포괄적인 용어가 되었다고 주장하면서 비교적 유사한 비판을 전개한다. 와캉은 하층민 지위가 도시 흑인에게 외부와 위로부터(예: 언론인, 정치인, 학자들에 의해) 부과된 것이라고 지적하며, "하층민"은 "아무도 주장하거나 인용하지 않고 단지 다른 사람에게 덮어씌울 때만 사용하는" 비하적이고 "부정적인 꼬리표"라고 말한다. 그리고 하층민 개념이 동질화되기는 하지만, 와캉은 하층민 이미지가 성별에 따라 차별화된다고 주장한다. 하층민 남성은 폭력적인 "갱단원", 공공 안전에 대한 물리적 위협으로 묘사되고, 하층민 여성은 "복지 엄마"(또한 복지 여왕 참조) 즉, "미국 가치에 대한 도덕적 공격"으로 일반화된다.

### 이질적인 집단을 동질화하기
'게토'와 '하층민'의 개념 또한 경험적으로 비판받았다. 연구에 따르면 유사한 인구를 가진 이웃들이 도시마다, 그리고 시간의 흐름에 따라 자원에 상당한 차이가 있음을 보여준다. 여기에는 주로 저소득층 및 소수 민족 인구를 가진 이웃들의 자원 차이가 포함된다. 유사한 이웃들 간의 자원 차이의 원인은 이웃 외부의 역동성과 더 관련이 있다. 대체로 '게토'와 '하층민' 개념의 문제는 사례 연구(특히 시카고의 사례 연구)에 의존한다는 점에서 비롯되며, 이는 사회적으로 불리한 이웃에 대한 사회학자들의 이해를 제한한다.

### 제안된 대체 용어
하층민 용어에 대한 비판은 대체 용어를 불러왔다. 예를 들어, 윌리엄 줄리어스 윌슨은 하층민 용어에 대한 비판(특히 간스가 제기한 비판)에 공감하여 1990년대 초반에 하층민이라는 용어 대신 "게토 빈민"이라는 용어를 사용하기 시작했다. 윌슨에게 이 대체 용어는 단지 도심 빈곤이 구조적으로 뿌리박고 있다는 틀을 개편하려는 시도일 뿐이다. 그는 "하층민이라는 용어를 '게토 빈민'으로 대체하고, 후자 용어가 내 글에서 가졌던 미묘한 이론적 의미를 잃지 않기를 바란다"고 말한다.

## 같이 보기
- 컨섬타리아트
- 게토
- 하층민화
- 비자발적 실업
- 룸펜 프롤레타리아
- 신계급
- 상위계급
- 농민
- 빈곤
- 프레카리아트
- 산업예비군
- 농노제
- 노예제
- 사회 계급
- 사회적 배제
- 사회 계층
- 사회적 불평등
- 화이트 트래시
- 운터멘쉬
- 불가촉천민